# Il diavolo in Francia
Il diavolo in Francia (titolo originale in lingua tedesca: Unholdes Frankreich, e successivamente Der Teufel in Frankreich) è un'opera memorialistica di Lion Feuchtwanger (1884-1958), scritta negli Stati Uniti  e pubblicata nel 1942, nella quale lo scrittore tedesco racconta la sua detenzione in campi di internamento in Francia durante la seconda guerra mondiale. Si osservi che la pubblicazione del testo originale in lingua tedesca fu preceduta dalla pubblicazione di una traduzione in lingua inglese.

## Storia editoriale
Il testo, l'unica opera autobiografica scritta da Lion Feuchtwanger, fu scritto di getto in lingua tedesca nella primavera del 1941 dall'autore ormai al sicuro a New York. Fu tradotto immediatamente in lingua inglese da Elizabeth Abbott e pubblicato nello stesso 1941 dalla casa editrice Viking Press col titolo The Devil in France : my encounter with him in the Summer of 1940 (Il diavolo in Francia, il mio incontro con lui nel 1940). Il testo originale in lingua tedesca, intitolato Unholdes Frankreich (Francia diabolica) fu pubblicato dalla El libro libre (Il libro libero), una casa editrice fondata da emigrati antinazisti tedeschi in Messico. Il titolo tedesco Der Teufel in Frankreich: Erlebnisse (Il diavolo in Francia: memoria) apparve nell'edizione della casa editrice Greifenverlag di Rudolstadt  (DDR).
La prima traduzione in lingua italiana è stata pubblicata nel 2010.

## Contenuto

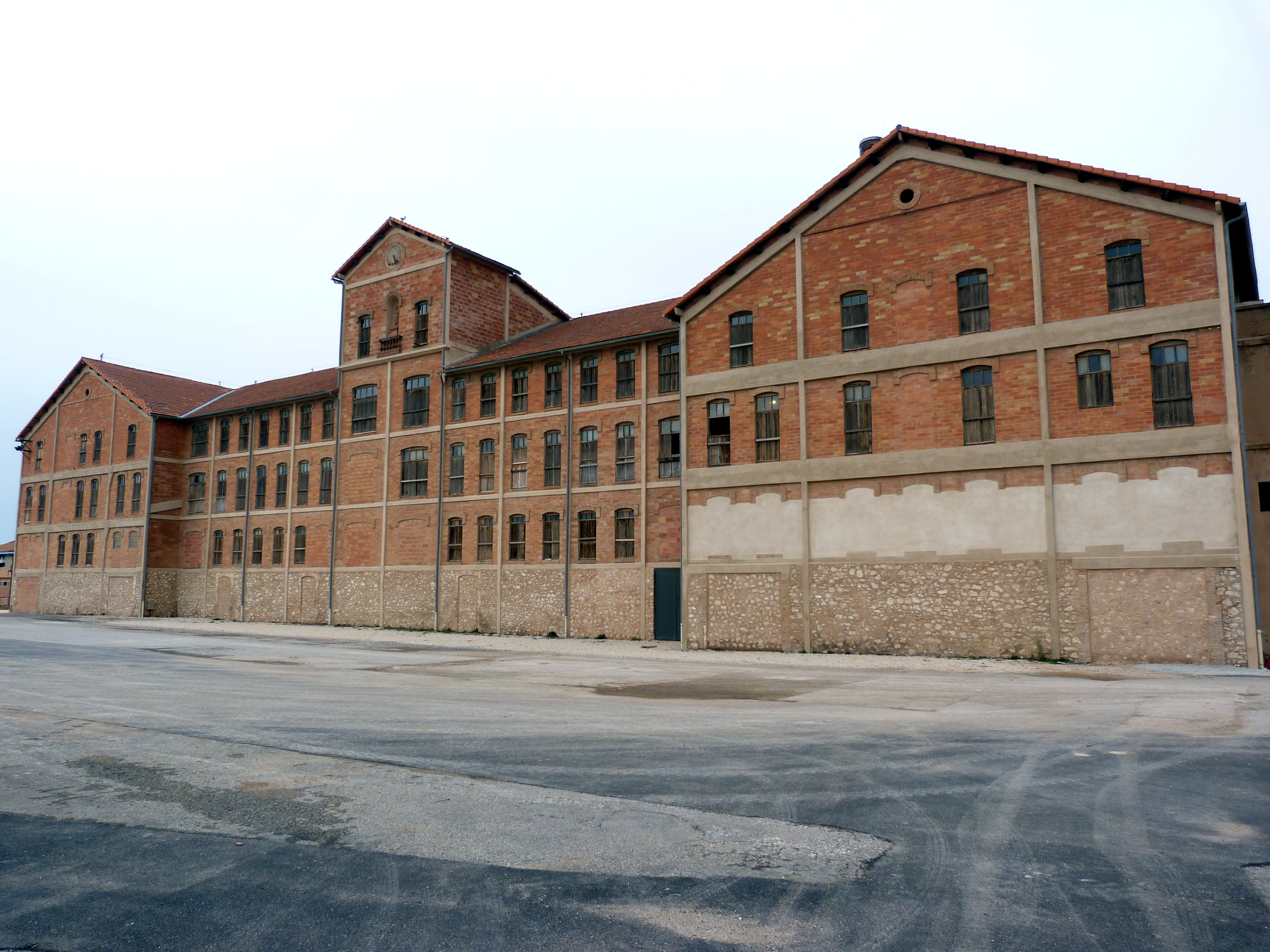
Campo di internamento di Les Milles

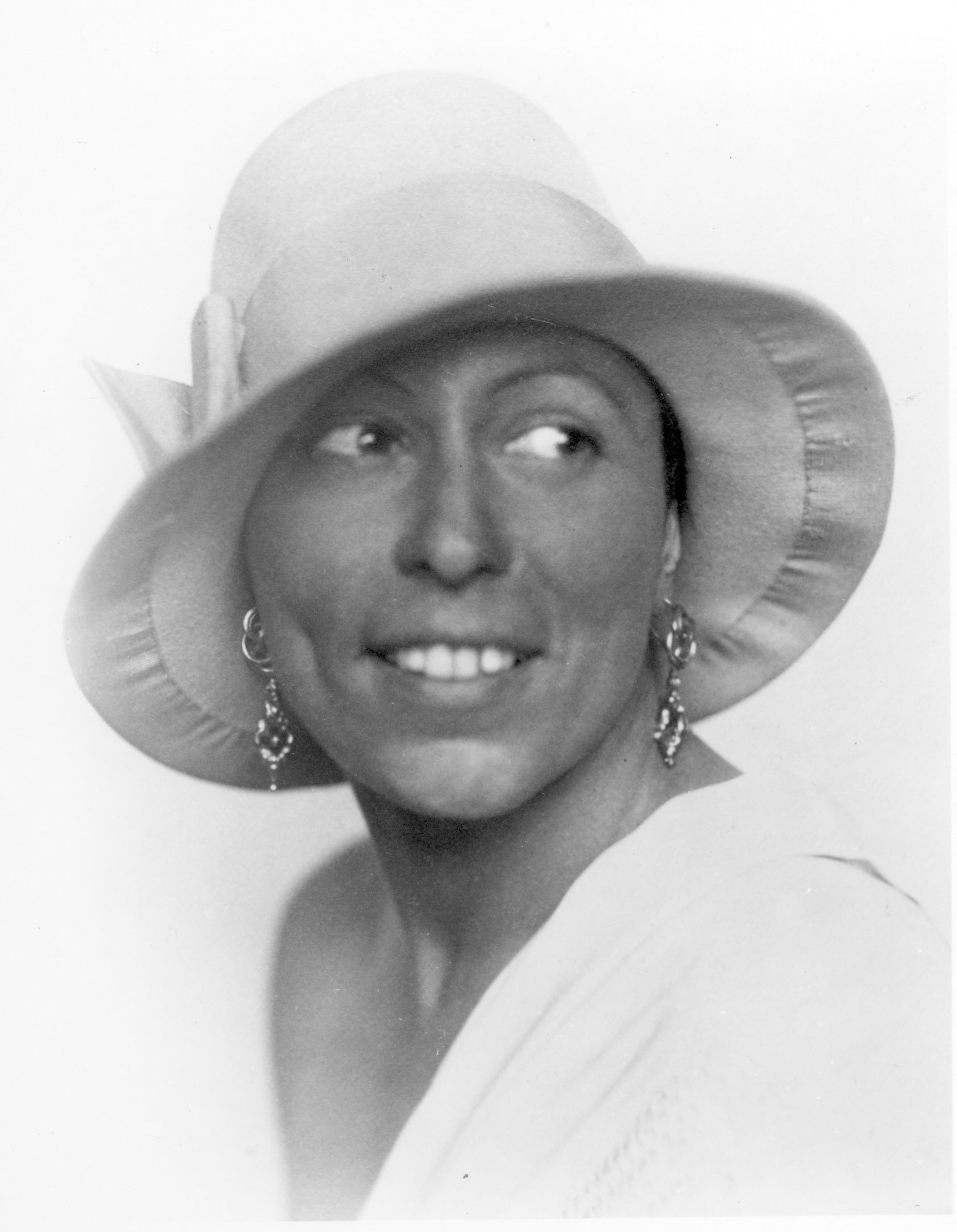
Marta Feuchtwanger

Lion Feuchtwanger e sua moglie Marta si stabilirono nella cittadina francese di Sanary-sur-Mer nel 1933 dopo che, con l'avvento di Hitler al potere in Germania, i nazisti avevano assalito e devastato l'abitazione berlinese dello scrittore il quale, fortunatamente, si trovava negli Stati Uniti per un ciclo di conferenze. La Germania nazista aveva privato lo scrittore e sua moglie anche della cittadinanza tedesca, trasformandoli in apolidi. Lo scrittore, di origine ebraica e estrazione borghese e cosmopolita per vocazione, si trova molto bene nella cittadina francese, divenuta una colonia di intellettuali e artisti tedeschi e austriaci esuli dalla Germania nazista. Scoppiata la guerra, nell'ottobre 1939 Lion Feuchtwanger, come la gran parte degli stranieri residenti in Francia, fu internato dalle autorità francesi nella grande fornace di mattoni abbandonata di Les Milles, vicino ad Aix-en-Provence; ma fu liberato pochi giorni dopo, non appena fu riconosciuto il suo status di rifugiato politico.
Nel maggio del 1940 Lion Feuchtwanger viene rinchiuso nuovamente a Les Milles, insieme a circa duemila apolidi, originari soprattutto dalla Germania e dall'Austria e accolti in passato in Francia come rifugiati politici perché oppositori del nazismo, ma che ora la stessa Francia considera, per ottusa prassi burocratica, possibile quinta colonna della Germania nazista. Feuchtwanger si rende conto che in Francia, attraverso la burocrazia, anche il Diavolo, «quello dell'incuria, dell'incoscienza, della pigrizia del cuore, della convenzione, della routine, del je-m'en-foutisme, non doveva passarsela malaccio». L'ex fabbrica di mattoni, trasformata in campo di concentramento, è un cumulo di mura diroccate rinforzate da filo spinato stipata fino all'inverosimile da internati, dove nessun prigioniero subisce maltrattamenti, ma la sciatteria della burocrazia francese li lascia in condizioni deplorevoli di pudore e di igiene e lascia intravedere la prossima deriva politica della Francia come pure la sorte degli ebrei internati.
Lo stesso giorno della firma dell'armistizio col Terzo Reich (22 giugno 1940) gli internati più a rischio, terrorizzati dalla prospettiva di essere consegnati ai tedeschi, riescono a convincere il comandante del campo a organizzare un convoglio per portarli a Bayonne, in prossimità del confine spagnolo, da dove potranno tentare di espatriare verso la libertà. 
Circa duemila passeggeri sono stipati in un treno merci, in condizioni igieniche spaventose; ma giunti a Bayonne sono male accolti dagli abitanti del luogo, per cui il treno ritorna indietro e fa scendere i passeggeri, quelli che non sono riusciti a fuggire, a Nîmes, non lontano dal punto di partenza. Viene allestita una tendopoli circondata dal filo spinato a San Nicola, presso la cittadina di Sainte-Anastasie, e tutto sembra ritornare come a Les Milles. Ritorna la penuria d’acqua, il sovraffollamento, la mancanza di latrine adeguate, l'insorgenza di malattie infettive e, soprattutto, il terrore di essere consegnati ai tedeschi. Nel campo, dov'è internato anche l'artista Max Ernst, Feuchtwanger è testimone del suicidio dello scrittore Walter Hasenclever.
Nel frattempo la moglie dell’autore, Marta, riuscita a evadere dal campo di internamento di Gurs, si sta adoperando coraggiosamente in favore del marito rivolgendosi a B.W. Huebsch, della Viking Press di New York, l’editore americano di Feuchtwanger. Grazie al giornalista americano Varian Fry, a capo del Centre américain de secours di Marsiglia, il 21 luglio 1940 Lion Feuchtwanger, travestito da vecchia signora inglese, accompagnato in automobile da Waitstill Hastings Sharp, un viceconsole americano pastore della Chiesa unitariana, raggiungerà appunto Marsiglia. E successivamente, dopo una fuga avventurosa attraverso i Pirenei, Lion Feuchtwanger giungerà a Lisbona dove potrà imbarcarsi su una nave diretta negli Stati Uniti; Feuchtwanger sbarcherà a New York nella seconda metà del settembre 1940 e sarà raggiunto poco dopo dalla moglie.

## Edizioni
- (EN) The Devil in France : my encounter with him in the Summer of 1940, traduzione di Elizabeth Abbott, New York, Viking Press, 1941.
- (DE) Unholdes Frankreich, Ciudad de México, El libro libre, 1942.
- (DE) Der Teufel in Frankreich - Erlebnisse, Rudolstadt (DDR), Greifenverlag, 1954.
- (DE) Der Teufel in Frankreich : Erlebnisse, mit einem Bericht von Marta Feuchtwanger Die Flucht, Berlin, Aufbau-Verlag, 1982.
- Il diavolo in Francia, traduzione di Enrico Arosio, con l'aggiunta dell'episodio conclusivo La fuga di Marta Feuchtwanger; prefazione di Wlodek Goldkorn, 1ª ed., Torino, Einaudi, 2020 (collana Letture Einaudi ; 90), ISBN 978-88-06-24260-2.

## Adattamenti
- Le Milles - film del 1995 diretto da Sébastien Grall[9]